# Эмпайр-стейт
«Эмпайр-стейт» (англ. Empire State) — драматический экшен-фильм режиссёра Дито Монтиеля, основанный на реальных событиях. В главных ролях Лиам Хемсворт, Дуэйн Джонсон, Эмма Робертс, Никки Рид и Майкл Ангарано. Премьера состоялась на кинофестивале Гаспарилла 19 марта 2013 года.

## Сюжет
Фильм основан на реальной нью-йоркской истории 1982 года, в ходе которой двое друзей в бронированной машине совершили самую крупную кражу денег в истории США на тот момент.

## В ролях
- Лиам Хемсворт[2] — Крис Потамитис
- Дуэйн Джонсон[2] — Джеймс Рэнсом
- Эмма Робертс[3] — Нэнси Майклайдс
- Никки Рид[4] — Лиззетт
- Майкл Ангарано[4] — Эдди
- Крис Диамантопулос[5] — Спайро
- Шеней Граймс[4] — Элени
- Джерри Феррара[4] — Джимми
- Джеймс Рэнсон
- Пол Бен-Виктор[4] — Томми
- Бонни Бентли — Мать
- Джиа Мантенья — Вики

## Съёмки
Съёмки фильма начались в мае 2012 года и проходили в Куинсе, Торонто и Новом Орлеане.